# Hans Staininger

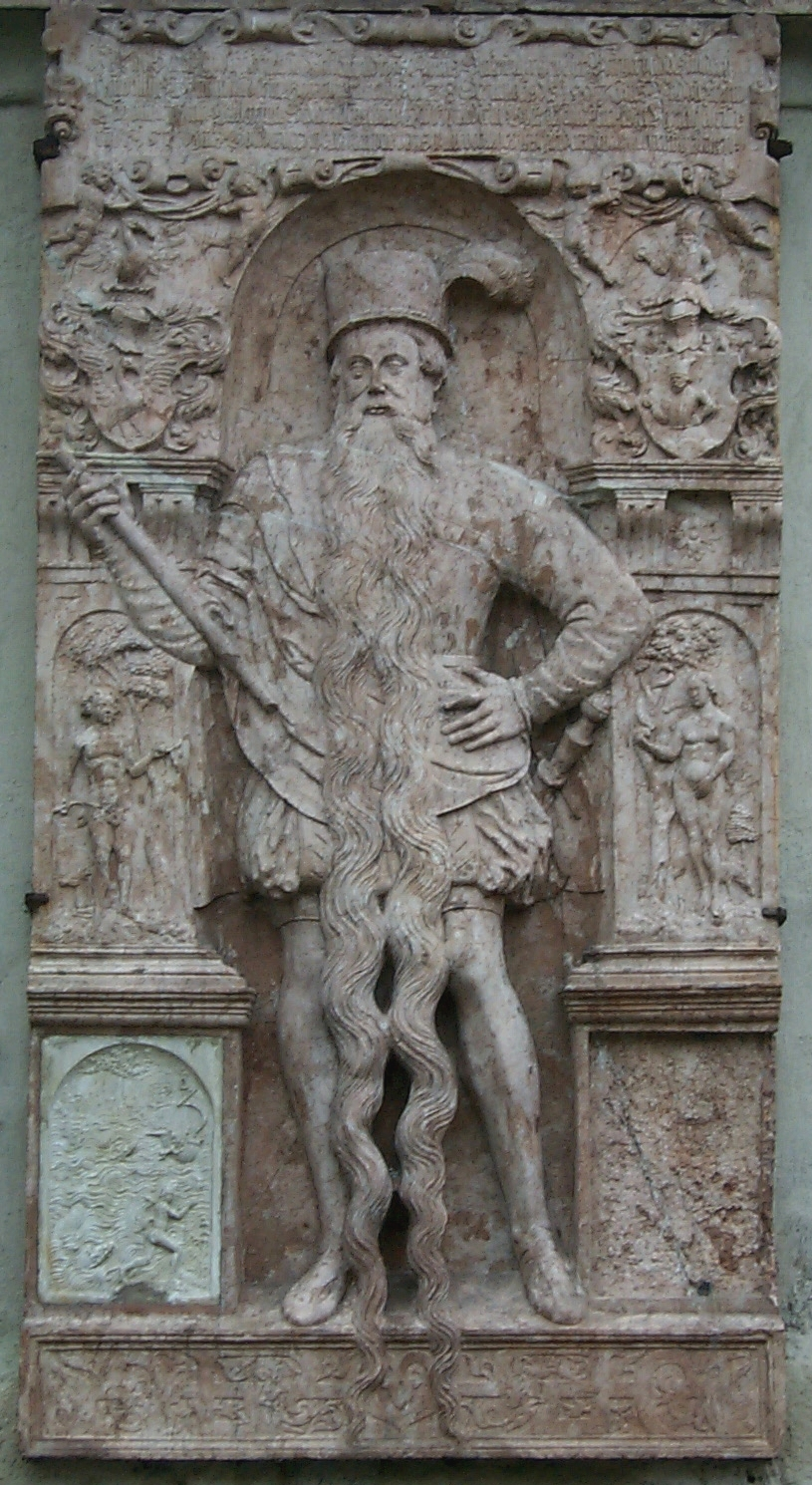
Grabstein des H. Staininger (Braunauer Stadtpfarrkirche)

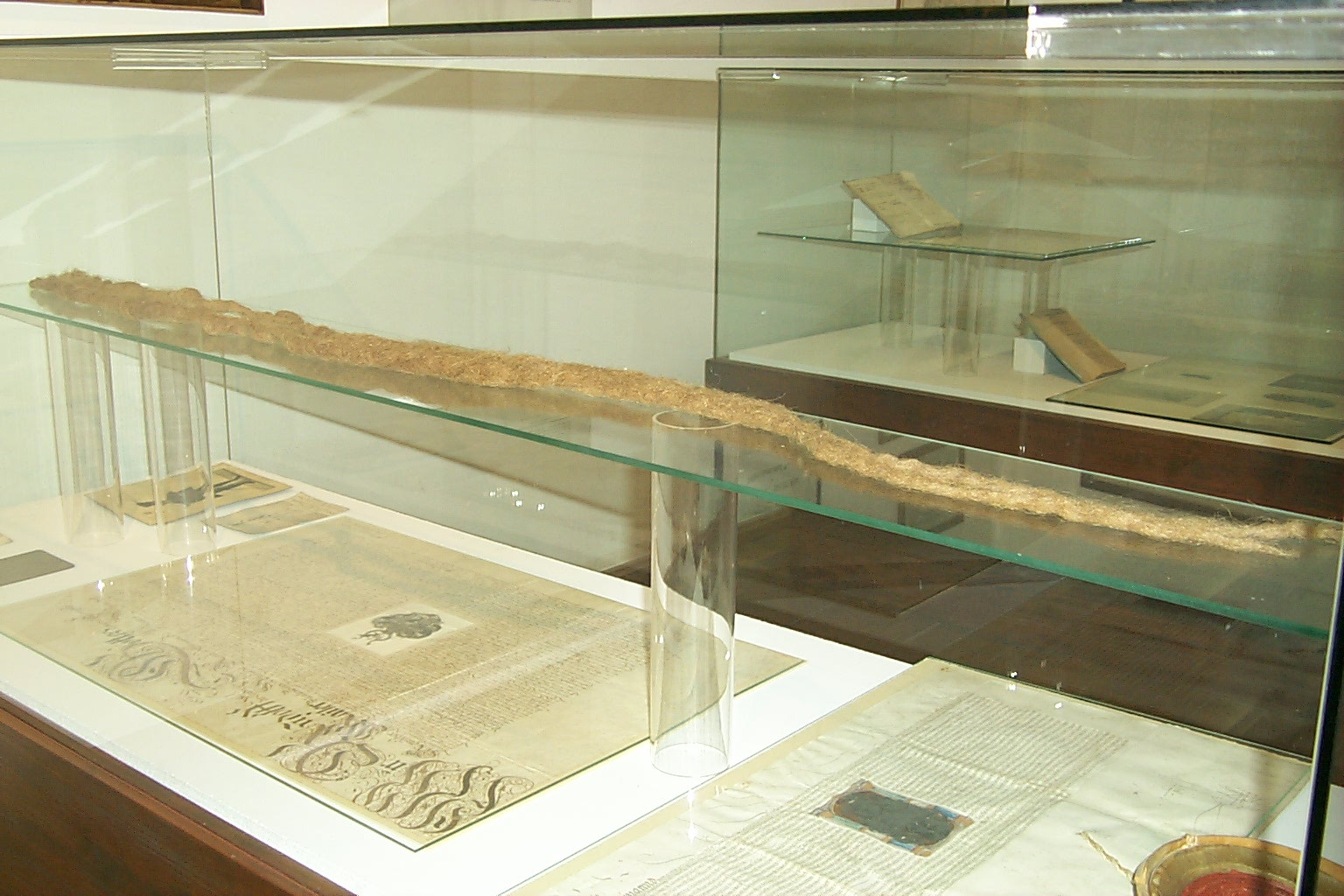
Barthaar des Hans Staininger (Herzogsburg)

Hans Staininger oder Steininger (beide Schreibweisen sind überliefert, * um 1508 in Pfarrkirchen; † 28. September 1567 in Braunau am Inn) war Stadthauptmann von Braunau und wegen seines außergewöhnlich langen Bartes berühmt.
Hans Steininger wurde sechsmal zum Stadthauptmann von Braunau am Inn gewählt. Sein Barthaar war dreieinhalb Ellen (rund zwei Meter) lang, obwohl es heißt, er habe es sechsmal abschneiden lassen. Er soll an den Folgen eines Sturzes gestorben sein, nachdem er auf seinen Bart getreten war (den er sonst aufgerollt in der Tasche trug). Nach seinem Tod wurde ihm der Bart abgenommen und als Familienreliquie aufbewahrt. 1911 wurde der Bart an die Stadt Braunau vererbt und ist heute im Bezirksmuseum (Herzogsburg) zu sehen. Die Echtheit des ausgestellten Barthaars ist chemisch und mikroskopisch nachgewiesen.

## Abbildungen
Das Epitaph in der Stadtkirche mit dem Bild von Hans Staininger und seinem Bart regte eine Reihe von Künstlern zu eigenen Werken an. Nachgewiesen sind eine Lithographie, die Antoine-François Lomet 1807 anfertigte, als er französischer Verbindungsoffizier in Bayern war. In der Sammlung des Pariser Louvre ist ein kleinformatiges Gemälde eines unbekannten deutschen Malers erhalten, das Staininger vor einer Gebirgslandschaft zeigt. 1814 erschien in London eine Radierung Stainingers unter dem Titel A true portraiture of John Staininger of Braunau von R.S. Kirby. Im Kemptener Stadtarchiv wird ein lebensgroßes Ölgemälde Stainingers verwahrt, weitere Abbildungen sind in der Münchner Residenz und in der Altenburg bei Bamberg nachgewiesen.